# 수도권기상청
수도권기상청(首都圈氣象廳, Seoul Metropolitan Office of Meteorology)은 서울특별시, 인천광역시, 경기도의 기상에 관한 사무를 관장하는 대한민국 기상청의 소속기관이다. 2015년 1월 6일 발족하였으며, 경기도 수원시 권선구 권선로 276에 위치하고 있다. 청장은 고위공무원단 나등급에 속하는 일반직공무원으로 보한다.

## 직무
- 관할지역 기상예보의 종합·조정 및 예보자료의 수집·분석
- 관할지역 예보[2]·특보[3]의 생산·통보 및 사후 분석
- 소속기관 예보자료의 생산·지원
- 지역예보기술의 연구개발
- 기상에 관한 상담업무
- 관할지역 기상관측 및 기후정보업무의 지도
- 지역기상관측업무 및 위탁관측업무의 관리
- 지역기상자료의 수집·분배 및 기후자료의 통계
- 지역 기상산업진흥에 관한 사항
- 기상자료의 증명·제공 및 보급
- 기상관측[4]·예보·전산·통신장비의 검정·운영 및 유지·관리
- 지방종합기상정보망의 관리·운영
- 국지기상자료의 전산처리 및 전산기법의 개발
- 기후정보의 생산·보급 및 기상지식의 보급
- 보안·문서관리·인사·예산회계 및 물품·국유재산관리에 관한 사항
- 소속기관에 대한 업무의 지휘·감독

## 연혁
- 1949년 12월 16일: 국립중앙관상대 소속으로 서울측후소 설치.[5]
- 1959년 1월 1일: 서울측후소를 폐지하고 인천측후소를 설치.[6]
- 1963년 2월 12일: 중앙관상대 소속으로 변경.[7]
- 1964년 5월 27일: 중앙관상대 소속으로 농업기상관측소 설치.[8]
- 1968년 12월 19일: 농업기상관측소를 수원농업기상관측소로 개편.[9]
- 1970년 7월 18일: 수원농업기상관측소 소속으로 강화·양평·이천·화성·안성분실 설치.[10]
- 1978년 4월 15일: 화성·안성분실 폐지.[11]
- 1985년 7월 2일: 수원농업기상관측소를 수원측후소로, 강화분실을 인천측후소 소속 강화기상관측소로, 양평·이천분실을 양평·이천기상관측소로 개편.[12]
- 1982년 1월 1일: 인천·수원측후소를 중앙기상대 소속으로 변경.[13]
- 1987년 12월 15일: 인천·수원측후소를 대전지방기상대 소속으로 변경.[14]
- 1990년 12월 27일: 기상청 소속으로 변경.[15]
- 1992년 3월 13일: 인천·수원측후소를 대전지방기상청 소속 인천·수원기상대로 개편.[16]
- 1996년 12월 31일: 대전지방기상청 소속으로 동두천기상대 설치.[17]
- 2000년 7월 27일: 대전지방기상청 소속으로 백령도고층레이더기상대 설치.[18]
- 2001년 12월 6일: 대전지방기상청 소속으로 문산기상대 설치.[19]
- 2002년 6월 1일: 백령도고층레이더기상대를 백령도기상대로 개편.[20]
- 2008년 10월 22일: 이천기상관측소를 이천기상대로 개편하고 강화·양평기상관측소 폐지.[21]
- 2013년 10월 16일: 문산기상대를 파주기상대로 개편.[22]
- 2015년 1월 6일: 이천·동두천기상대 폐지. 수원기상대를 기상청 소속 수도권기상청으로 승격시키고 인천·파주·백령도기상대를 소속기관으로 편입.[23]
- 2015년 6월 9일: 파주·백령도기상대를 폐지.[24]

## 관할구역
- 서울특별시
- 인천광역시
- 경기도

## 조직

### 청장
- 기획운영과[25]
- 예보과[26]
- 관측과[26]
- 기후서비스과[26][27]

### 소속기관
- 기상대[25]
  - 인천기상대